# Rayografia
La rayografia è il nome dato dal fotografo e artista dadaista e surrealista Man Ray ai suoi fotogrammi.

## Descrizione
Man Ray è stato un regista, pittore e fotografo, considerato il massimo esponente della cultura dada americana. In piena sintonia con il pensiero dada, Man Ray rinunciò alle tecniche artistiche tradizionali e utilizzò materiali e procedimenti industriali in modo non convenzionale.
La tecnica del fotogramma consiste nell'esporre oggetti a contatto con del materiale sensibile, di solito della carta fotografica. In pratica si ottengono delle fotografie senza fare uso di una fotocamera. Si stia bene attenti a non confondere il termine rayografia con l'apparentemente affine radiografia: anche se effettivamente dall'aspetto alcune rayografie di Man Ray possono davvero sembrare delle radiografie, in realtà i raggi X non c'entrano nulla perché, come già detto, la carta sensibile viene impressa appoggiando direttamente gli oggetti sull'emulsione ed esponendoli con la luce di una normale lampadina.
È molto interessante anche la definizione di rayogramma che compare nel dizionario del surrealismo, del 1938, probabilmente scritta dallo stesso Man Ray: "Fotografia ottenuta per semplice interposizione dell'oggetto fra la carta sensibile e la fonte luminosa", che poi prosegue affermando "colte nei momenti di distacco visivo, durante periodi di contatto emozionale, queste immagini sono ossidazioni  di desideri  fissati dalla luce e dalla chimica, organismi viventi".

## Precursori e epigoni
Gli antenati di questi tecnica possono essere considerati i "disegni fotogenici" di William Fox Talbot. In seguito procedimenti simili sono stati utilizzati dal fotografo italiano Luigi Veronesi e, con il nome di "polagrammi", con l'utilizzo di materiale immediato (pellicole Polaroid), da Carlo Braschi, a partire dal 1995.